# Fleur Jong
Fleur Jong (Purmerend, 17 de diciembre de 1995) es una atleta paralímpica neerlandesa. Ganó la medalla de oro en el salto de longitud de las mujeres T64 en los Juegos Paralímpicos de Tokio 2020, donde logró un nuevo récord mundial de 6.16 metros.
En junio de 2021, ganó dos medallas de oro estableciendo nuevos récords del mundo en los 100 metros de mujeres T64 y en el salto de longitud de mujeres T64 del Campeonato Europeo 2021 en Bydgoszcz, Polonia. En el salto de longitud,  estableció dos veces un nuevo récord del mundo: en su quinto intento, saltó 6.04 metros, lo cual mejoró con 6.06 metros en su siguiente intento.

## Juventud
Unos días antes de cumplir 17 años, en diciembre del 2012, contrajo una infección de sangre que interrumpió el flujo de sangre hacia sus extremidades. Como resultado, su pierna derecha tuvo que ser amputada bajo la rodilla, junto con parte de su pie izquierdo y con las mitades superiores de ocho dedos. La tablista de snowboard neerlandesa Bibian Mentel la entrenó durante su rehabilitación. El año siguiente, Jong fue amputada de su pierna izquierda bajo la rodilla, en su petición, dado que no podía usarla correctamente.
En 2013, atendió un día de talentos deportivos paralímpicos organizado por el Comité Olímpico Neerlandés y Confederación Deportiva Neerlandesa donde conoció a Guido Bonsen quién más tarde fue su entrenador.

## Carrera
Al principio de su carrera, compitió como atleta T43. Ganó la medalla de bronce en los 200 metros de mujeres T44 en el Campeonato Mundial de Atletismo Adaptado 2015 de Doha, Qatar. Terminó en la sexta posición en los 100 metros de mujeres T44. En 2016, representó a Países Bajos en dos deportes de los Juegos Paralímpicos de Río de Janeiro 2016. No pudo llegar a la final ni en los 100 metros de mujeres T44 ni en los 200 metros de mujeres T44. En 2017, terminó en cuarta posición en los 200 metros de mujeres T44 en el Campeonato Mundial de Atletismo Adaptado 2017 de Londres, Reino Unido.
A principios de 2018, el Comité Paralímpico Internacional hizo cambios en las categorías deporte adaptado, por lo cual pasó a competir en la categoría T62, una categoría específica para atletas con doble amputación debajo de la rodilla. En 2019 terminó en el cuarto lugar del salto de longitud de mujeres T64 en el Campeonato Mundial de Atletismo Adaptado2019 que tuvo lugar en Dubái, Emiratos árabes Unidos. Además terminó en el séptimo lugar de los 100 metros de mujeres T64.
En mayo de 2021 fue la primera mujer de la categoría T62 en saltar más de seis metros en el salto de longitud. Logró un nuevo récord a 6.02 metros en el World Para Athletics Grand Prix 2021, en Nottwil, Suiza. En junio del 2021, mejoró su récord mundial a 6.06 metros en el Campeonato europeo en Bydgoszcz, Polonia. Una semana más tarde, mejoró nuevamente su marca, a 6.09 metros, en la competencia anual Gouden Spike en Leiden, Países Bajos. También ganó el 50.º premio Gouden Spike para su logro.
Representó a Países Bajos en los Juegos Paralímpicos de Tokio 2020. Ganó la medalla de oro en el salto de longitud de mujeres T64, logrando un nuevo récord mundial a 6.16 metros. Fue también una de las portadoras de la bandera de Países Bajos durante la ceremonia de apertura de los juegos.

## Logros

### Pista
| Año  | Competencia                              | Lugar              | Posición | Deporte | Marca   |
| ---- | ---------------------------------------- | ------------------ | -------- | ------- | ------- |
| 2015 | Campeonato Mundial de Atletismo Adaptado | Doha, Qatar        | Tercera  | 200 m   | 27.30 s |
| 2021 | Campeonato europeo                       | Bydgoszcz, Polonia | Primera  | 100 m   | 12.64 s |

### Salto
| Año  | Competencia                       | Lugar              | Posición | Deporte           | Marca  |
| ---- | --------------------------------- | ------------------ | -------- | ----------------- | ------ |
| 2021 | Campeonato europeo                | Bydgoszcz, Polonia | Primera  | Salto de longitud | 6.06 m |
| 2021 | Juegos Paralímpicos de Tokio 2020 | Tokio, Japón       | Primera  | Salto de longitud | 6.16 m |